# Gymnothorax hepaticus
Gymnothorax hepaticus är en fiskart som först beskrevs av Rüppell, 1830.  Gymnothorax hepaticus ingår i släktet Gymnothorax och familjen Muraenidae. Inga underarter finns listade i Catalogue of Life.